# Amathusia friderici
Amathusia friderici är en fjärilsart som beskrevs av Hans Fruhstorfer 1904. Amathusia friderici ingår i släktet Amathusia och familjen praktfjärilar. Inga underarter finns listade i Catalogue of Life.